# Cyrtochilum tumiferum
Cyrtochilum tumiferum är en orkidéart som beskrevs av Willibald Königer. Cyrtochilum tumiferum ingår i släktet Cyrtochilum, och familjen orkidéer.
Artens utbredningsområde är Peru. Inga underarter finns listade i Catalogue of Life.